# 検事 (テレビドラマ)
『検事』（けんじ）は、1961年5月21日から1963年6月9日までフジテレビ系列局で放送されていた関西テレビ製作のテレビドラマである。放送時間は毎週日曜 21:00 - 21:45 （日本標準時）。
本作は生放送方式の連続テレビドラマで、放送時間中に出演俳優たちが演技する模様を生中継していた。宇津井健の連続テレビドラマ初主演作であるが、当時所属していた大映の圧力により宇津井は途中降板させられた。

## キャスト
- 宇津井健
- 佐竹明夫
- 園井啓介
- 小山明子
- 高津住男
- 堀雄二
- 川喜多雄二

## スタッフ
- 脚本：猪俣勝人
- 演出：栗林克人
- 音楽：宇野誠一郎